# غابات مدغشقر الشوكية

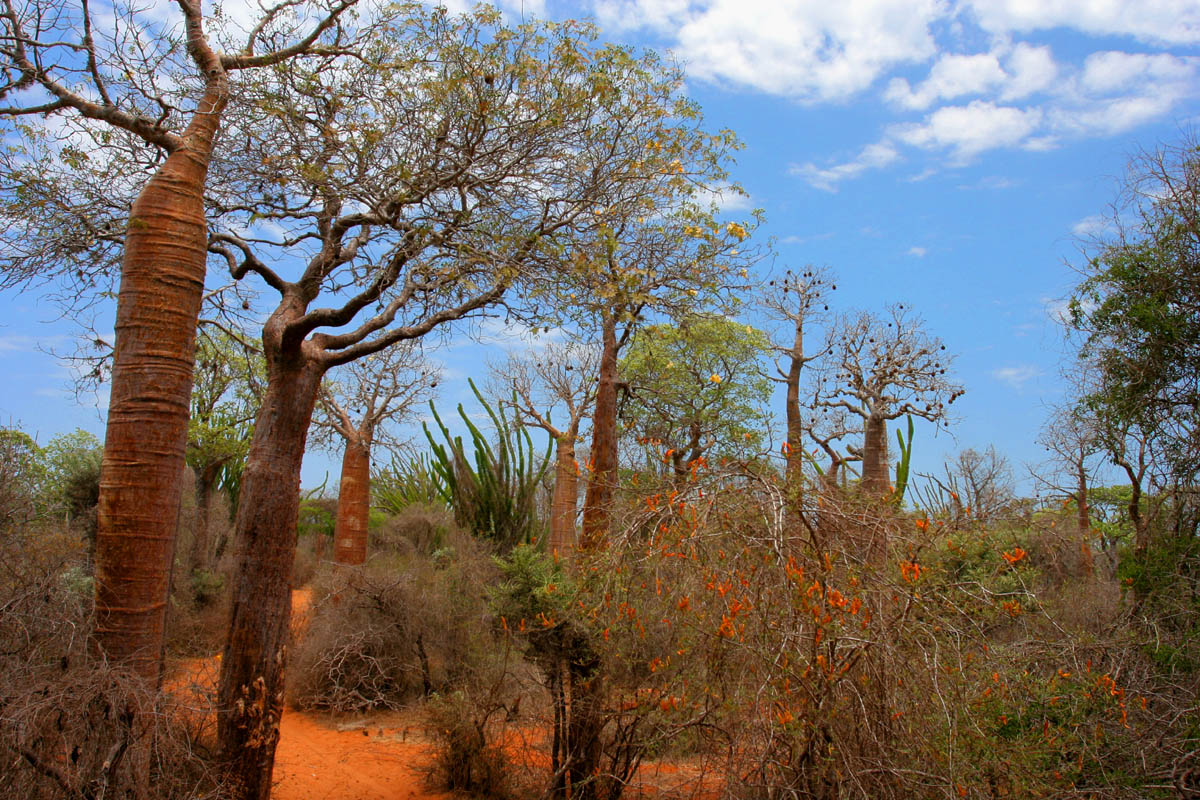
الغابة الشوكية بمنطقة إفاتي مدغشقر.

غابات مدغشقر الشوكية هي منطقة بيئية بمدغشقر. يتواجد الغطاء النباتي على ركائز ضعيفة مع انخفاض وعدم انتظام هطول الأمطار في الشتاء. ما يقدر بـ 44,000 كم2 تغطيه هذه الموائل، وكلها في جنوب غرب البلاد. هذه المنطقة البيئية تحتوي على نسبة متميزة من الأنواع النباتية المتوطنة.